# جون كافري
جون كافري (بالأيرلندية: Seán Mac Gafraidh) هو لاعب كرة القدم الغالية أيرلندي، ولد في عقد 1950 في دبلن في جمهورية أيرلندا.